# Grypoctonus daimyo
Grypoctonus daimyo är en tvåvingeart som beskrevs av Speiser 1928. Grypoctonus daimyo ingår i släktet Grypoctonus och familjen rovflugor. Inga underarter finns listade i Catalogue of Life.